# Norra Jämtlands kontrakt
Norra Jämtlands kontrakt är från 2018 ett kontrakt i Härnösands stift inom Svenska kyrkan. 
Kontraktskoden är 1013.

## Administrativ historik
Kontraktet bildades den 1 januari 2018 av
Krokom-Åre-Strömsunds kontrakt med
- Alsens församling
- Aspås församling
- Föllingebygdens församling
- Kalls församling
- Näskotts församling
- Offerdals församling
- Rödöns församling
- Undersåkers församling
- Västra Storsjöbygdens församling
- Åre
- Ås församling
- Bodums församling
- Fjällsjö församling
- Frostvikens församling
- Gåxsjö församling
- Hammerdals församling
- Ström-Alanäs församling
- Tåsjö församling

del av Östersunds kontrakt med
- Frösö, Sunne och Norderö församling
- Häggenås-Lit-Kyrkås församling
- Östersunds församling